# أميتيست رالاني
أميتيست رالاني (بالإنجليزية: Amethyst Bradley Ralani) (4 أكتوبر 1987 بكيمبرلي في جنوب أفريقيا - ) هو لاعب كرة قدم جنوب أفريقي في مركز الوسط. لعب مع نادي لينغبي.

## وصلات خارجية
- أميتيست رالاني على موقع اتحاد السويد (السويدية)
- أميتيست رالاني على موقع قاعدة بيانات كرة القدم.إي يو (الإنجليزية)
- أميتيست رالاني على موقع Soccerway.com (الإنجليزية)